# Clackmannanshire
Clackmannanshire är en av Skottlands kommuner och ståthållarskap. Kommunen gränsar mot Perth and Kinross, Stirling och Fife. Clackmannanshire är en av de minsta kommunerna, bara Dundee är mindre och West Dunbartonshire är lika stor.
De viktigaste näringarna är lantbruk och bryggeriverksamhet. Tidigare drevs även kolgruvor i området.
Clackmannanshire är också ett traditionellt grevskap som gränsar mot Kinross-shire, Perthshire och Stirlingshire. Det omfattar ett något mindre område än kommunen.

## Orter
- Alloa
- Alva
- Clackmannan
- Culross
- Dollar
- Menstrie
- Muckhart
- Tillicoultry
- Tullibody